# Золотая медаль имени Н. С. Курнакова
Золотая медаль имени Н. С. Курнакова — медаль, присуждаемая с 1995 года Российской академией наук. Присуждается Отделением химии и наук о материалах за выдающиеся работы в области физико-химического анализа, химии и технологии.

Медаль названа в честь выдающегося русского физикохимика, создателя физико-химического анализа Н. С. Курнакова.

Обратная сторона медали

## Список награждённых
- 1995 — академик Н. А. Ватолин — за цикл работ по физико-химическому анализу жидких металлов и шлаков
- 2000 — академик Ю. Д. Третьяков — за цикл работ «Разработка физико-химических и технологических основ создания перспективных функциональных материалов с гибридными свойствами»
- 2005 — академик В. В. Болдырев — за исследования в области изучения механизма и кинетики химических реакций в твёрдой фазе и разработку методов управления скоростью этих процессов и свойствами образующихся в результате реакций продуктов
- 2010 — академик Н. Т. Кузнецов — за достижения в создании новых неорганических конструкционных и функциональных материалов для авиакосмической, лазерной техники, водородной энергетики и других областей применения.
- 2015 — академик В. М. Новоторцев — за цикл работ «Разработка новых классов неорганических магнитных материалов, методов направленного конструирования их физико-химических характеристик на молекулярном уровне, а также способов их диагностики»
- 2020 — академик Ю. А. Золотов — за цикл работ «Развитие общей методологии аналитической химии»